# Passo di San Lugano
Il passo di San Lugano (o semplicemente San Lugano; San-Lugano-Pass o anche St. Lugan in tedesco) è un valico  che collega la provincia autonoma di Bolzano alla Val di Fiemme nella provincia autonoma di Trento.

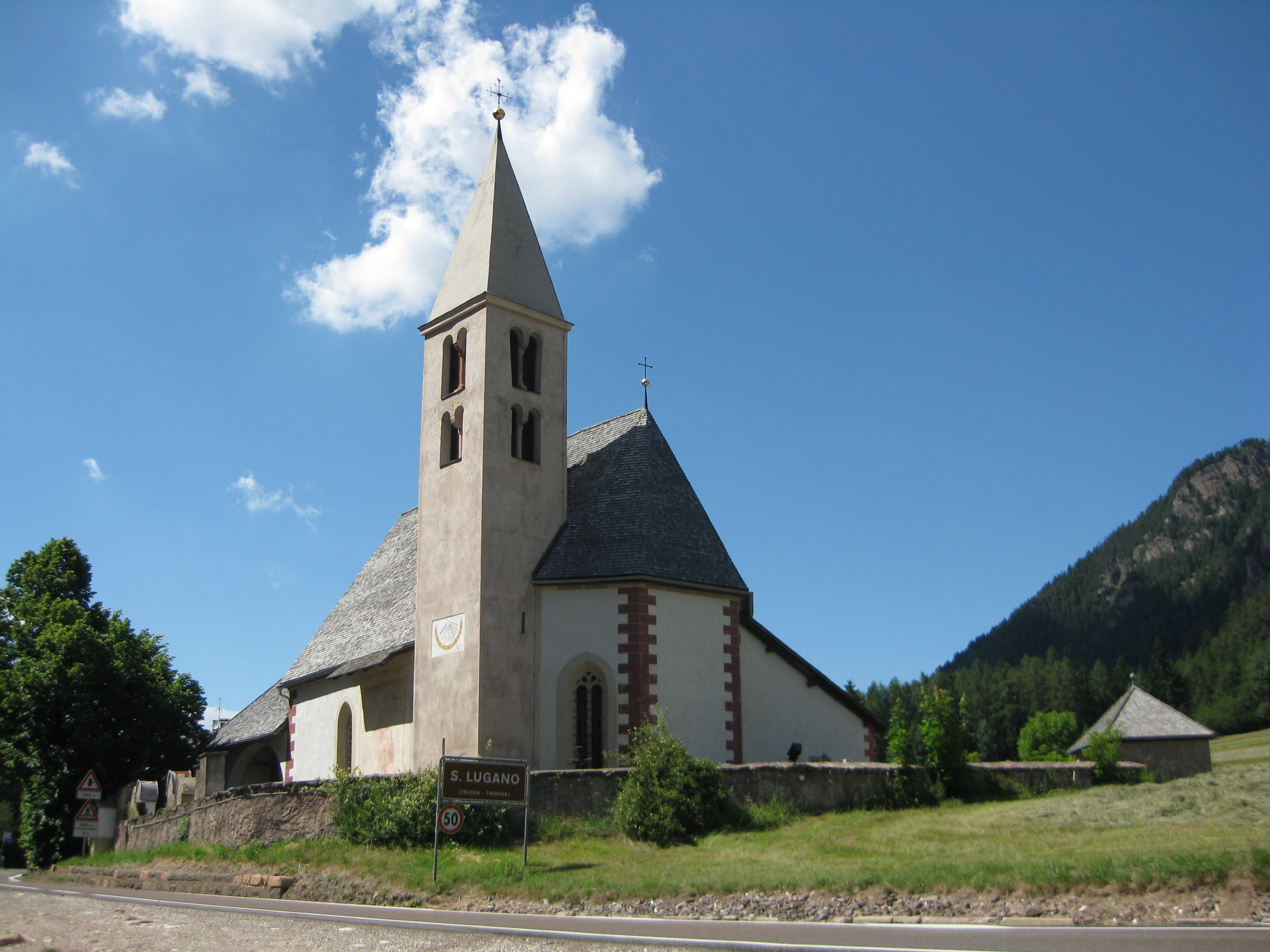
La chiesa parrocchiale di San Lugano sul passo

L'ascesa parte da Ora (248 metri s.l.m.) per raggiungere il passo, situato a un'altitudine di 1.097 metri, nella località San Lugano, nel comune di Trodena, dopo 16 chilometri.
Il passo e l'omonima località prendono il nome dal San Lugano, un santo trentino del V secolo conosciuto come L'apostolo delle Dolomiti.
Nei pressi del passo si trova l'omonimo paese, dove si trova una chiesa gotica del '500, tutelata dalle Belle Arti.
A est del paese, nella valle dei Molin, si trova un antico eremo.
Dal paese, costeggiando le pendici del monte Salombo, raggiungendo la località Zuzal, si possono trovare alcune trincee della prima guerra mondiale (11 trincee).

## Ferrovia
Dal 1917 al 1963 era in funzione la ferrovia della Val di Fiemme che collegava Ora con Predazzo passando appunto per la val di Fiemme e a San Lugano aveva la sua stazione ferroviaria oggi adibita in albergo. La stazione era il punto più alto della linea.

## Sport
La salita è stata affrontata nella 14ª tappa del Giro d'Italia del 2001 (Cavalese - Arco) e nella 15ª tappa del Giro del 2007 (Trento - Tre Cime di Lavaredo).